# 岡崎前站
岡崎前站（日语：／ Okazakimae eki */?）是位於和歌山縣和歌山市朝日，和歌山電鐵的貴志川線車站。車站編號為「07」。

## 歷史
- 1916年（大正5年）2月15日 - 山東輕便鐵道車站啟用。
- 1929年（昭和4年）11月 - 公司改名為山東鐵道。
- 1931年（昭和6年）4月28日 - 公司改名為和歌山鐵道。
- 1957年（昭和32年）11月1日 - 公司合併至和歌山電氣軌道，成為和歌山電氣軌道鐵道線車站。
- 1961年（昭和36年）11月1日 - 與南海電氣鐵道合併，成為南海電氣鐵道貴志川線車站。
- 2000年（平成12年）10月1日 - 成為無人車站。
- 2006年（平成18年）4月1日 - 和歌山電鐵繼承貴志川線，成為和歌山電鐵貴志川線車站。

## 車站構造
車站是一座地面車站，設有1面2線的島式月台。貴志方向的路軌為一線通過的配置。月台與出入口之間設有站內平交道。
現時此站是無人車站，沒有自動售票機、自動閘機，也不可使用Surutto KANSAI對應的車票。

## 利用狀況
在2019年（令和元年）度，此站1日平均上下車人次為922人。前往此站的乘客多為和歌山信愛女子短期大學的師生。
以下為各年度1日平均上下車人次列表。
| 年度   | 1日平均 上下車人次 |
| ------ | ------------------ |
| 1980年 | 1,709              |
| 1985年 | 1,163              |
| 1990年 | 1,229              |
| 1995年 | 1,335              |
| 2000年 | 1,290              |
| 2001年 | 1,221              |
| 2002年 | 1,009              |
| 2003年 | 1,022              |
| 2004年 | 994                |
| 2005年 | 996                |
| 2006年 | 840                |
| 2007年 | 843                |
| 2008年 | 728                |
| 2009年 | 735                |
| 2010年 | 742                |
| 2011年 | 756                |
| 2012年 | 748                |
| 2013年 | 806                |
| 2014年 | 789                |
| 2015年 | 1,065              |
| 2016年 | 1,013              |
| 2017年 | 1,002              |
| 2018年 | 965                |
| 2019年 | 922                |

## 車站周邊
曾經此站最接近和歌山縣警察本部交通中心，但是在交通中心前站啟用後，交通中心前站最接近該處。
- 和歌山市立東中學
- 和歌山縣立和歌山東高等學校（日语：和歌山県立和歌山東高等学校）
- 和歌山信愛女子短期大學

## 相鄰車站
和歌山電鐵
貴志川線
交通中心前（06）－岡崎前（07）－吉禮（08）

## 注腳
1. ↑  令和元年度和歌山県公共交通機関等資料集PDF（日語）

## 外部連結
- 岡崎前站（不同站的時間表）PDF（日語） - 和歌山電鐵